# Tear drops
《tear drops》为日本音乐团体・Caos Caos Caos的单曲。2011年2月23日由GIZA studio发售。

## 解説
此单曲为以白石乃梨为核心的5人组合Caos Caos Caos的出道单曲。主题曲《tear drops》为ytv动画《名侦探柯南》片头曲，同时在该动画的片头动画中，出现了白石乃梨的动画形象跳舞的画面。附属曲《Good-bye Memories》为新堂冬樹原作电影《不倫純愛》的主题曲。

## 收录歌曲
（全作詞：白石乃梨、作曲：大野愛果）
1. tear drops [4:07]
編曲：葉山たけし
2. Good-bye Memories [4:12]
編曲：德永晓人
3. tear drops -Instrumental-

## 发售日一览
| 地域 | 日期          | 規格               |
| ---- | ------------- | ------------------ |
| 日本 | 2011年1月5日  | 铃声               |
| 日本 | 2011年2月2日  | 面向携带终端全配信 |
| 日本 | 2011年2月23日 | CD                 |

## 收录专辑
- THE BEST OF DETECTIVE CONAN 4 〜名探偵コナン テーマ曲集4〜 （#1）

| 动画《名侦探柯南》片头曲 2011年1月8日 - 2011年4月23日 |                               |                               |
| 前作: 倉木麻衣 《SUMMER TIME GONE》                   | Caos Caos Caos 《tear drops》 | 次作: B'z 《Don't Wanna Lie》 |